# Ignace Kowalczyk
Ignaz bzw. Ignace Kowalczyk (* 27. Dezember 1913 in Kastrop; † 27. März 1996), häufig nur Ignace genannt, war ein polnischstämmiger französischer Fußballspieler.

## Vereinskarriere
Der mit seiner Familie nach Nordfrankreich emigrierte Ignace Kowalczyk spielte zunächst für den RC Lens, ehe ihm nach Einführung des Berufsfußballs der benachbarte Zweitligist US Valenciennes 1933 einen Vertrag gab. Mit diesem Klub stieg er 1935 in die erste Division auf – und nach einem Jahr prompt wieder ab, weil die Mannschaft so etwas wie die „Schießbude der Liga“ war, offensiv stark, aber mit einer schwachen Abwehr (Torverhältnis 57:87). Persönlich hatte der als Halbstürmer oder rechter Läufer aufgestellte Spieler dabei als strategisch kluger Spiellenker und Vorbereiter, elegant, ausdauernd und fair, zu überzeugen gewusst und war nach seiner Einbürgerung zum Nationalspieler geworden. In der Saison 1936/37 wechselte Ignace zu Olympique Marseille ans Mittelmeer. Dort machte ihn Trainer Eisenhoffer auf Anhieb zum Kopf der Elf, und an der Seite damaliger Größen wie Aznar, Ben Bouali, Kohut, Torwart Vasconcelos, „Waggi“ – Pole wie Kowalczyk, die schon bei Valenciennes zusammen den linken Flügel gebildet hatten –, Weiskopf und Zatelli wurde er Französischer Fußballmeister. Dennoch zog es ihn gleich anschließend wieder in nördlichere Gefilde, wo der FC Metz durch erhebliche personelle Verstärkungen an die Spitze gelangen wollte. Mit den Lothringern reichte es in der Division 1 in den folgenden beiden Jahren zwar nur zu Mittelfeldplätzen, aber schon 1938 stand Ignace mit Metz auch erstmals im Endspiel des Landespokals. Das allerdings gewann Olympique Marseille mit 2:1 nach Verlängerung.
Nach Kriegsausbruch und deutscher Besetzung Frankreichs hat Kowalczyk mit hoher Wahrscheinlichkeit als Soldat gedient. Als Fußballer taucht er erst wieder 1941 auf, und zwar bei Stade Reims, mit dem er 1942 die Meisterschaft der Nordgruppe der höchsten Spielklasse gewann. Die „Kriegsmeisterschaften“ von 1939 bis 1945 zählen in Frankreich allerdings nicht als offizielle Titel. 1943/44 spielten anstelle von Vereinsmannschaften Regionalauswahlen in einer landesweiten Liga und im Pokal; mit der Équipe Fédérale Reims-Champagne erreichte Ignace erneut das Pokalendspiel, verließ aber nach einem 0:4 gegen die ÉF Nancy-Lorraine das Stadion erneut, ohne diesen Wettbewerb zu gewinnen. Im Jahr darauf wieder als Vereinself in einer erneut zweigeteilten Liga antretend, belegte Stade den vierten Rang in der Nordgruppe. Als er Reims nach vier Jahren verließ, gehörte er neben Batteux, Torhüter Favre, Flamion, Jonquet, Marche, Petitfils, Roessler, Sinibaldi und Spielertrainer Vandooren zu den Spielern, die den Grundstein für eine lange Dominanz von Stade Reims im französischen und europäischen Fußball gelegt hatten.
1945 kehrte er zum FC Metz zurück. Mit den Messins belegte er zwar immer nur einen zweistelligen Rang in der Abschlusstabelle der Division 1, aber im Pokalwettbewerb erreichte er 1949 immerhin noch einmal das Halbfinale. Dann bedeutete ein 0:2 im Wiederholungsspiel gegen Racing Paris (erste Partie: 2:2 n. V.) das Ende seiner Hoffnungen, die Coupe de France gewinnen zu können. 1950, nach dem Abstieg des FC Metz in die zweite Liga, beendete er seine Karriere im Profifußball. Was anschließend aus ihm geworden ist, kann bisher nicht ermittelt werden.

### Stationen
- Noyelles-sous-Lens (bis 1931)
- Racing Club Lens (1931–1933)
- Union Sportive de Valenciennes (1933–1936)
- Olympique de Marseille (1936/37)
- Football Club de Metz (1937–1939)
- Stade de Reims (1941–1943)
- Équipe Fédérale Reims-Champagne (1943/44)
- Stade de Reims (1944/45)
- Football Club de Metz (1945–1950)

## In der Nationalmannschaft
Zwischen November 1935 und Januar 1938 bestritt Ignace Kowalczyk, der auch für die B-Elf und die Militärauswahl des Landes gespielt hat, 5 A-Länderspiele für Frankreich; auch beim 0:4 in Stuttgart gegen Deutschland (März 1937) war er dabei. Trotz eines Tores in seiner letzten Partie (5:3 gegen Belgien) fand er danach keine Berücksichtigung mehr. Allerdings gehörte er bei der WM 1938 zum Aufgebot der Bleus, doch seine bevorzugte Position war durch Heisserer und Delfour besetzt.

## Palmarès
- Französischer Meister: 1937 (und Meister der Zone Nord 1942 [inoffizieller Titel])
- Französischer Pokalfinalist 1938, 1944
- 5 A-Länderspiele (1 Treffer) für Frankreich (je 2 in seiner Zeit bei Valenciennes und Marseille, eines bei Metz)
- In der Division 1 29 Spiele (7 Treffer) in dem Jahr bei Marseille[14] und 44/0 für Metz (nur 1948 bis 1950);[15] weitere Einsatzzahlen liegen nicht vor.